# 디메트로돈
디메트로돈(Dimetrodon)은 페름기 초기(약 2억 9500만 ~ 2억 7200만년 전)에 살았던 육식성 단궁류이다. 속명의 뜻은 '두 종류의 이빨'을 의미한다. 디메트로돈은 도마뱀과 같은 공룡이 아닌 단궁류에 속하며, 파충류보다는 포유류에 더 가깝다. 디메트로돈의 화석은 북아메리카와 유럽에서 발견되었으며, 뉴멕시코 남부에서 제리 맥도날드가 디메트로돈 발자국의 과학적 연구를 진행했다.

## 특징

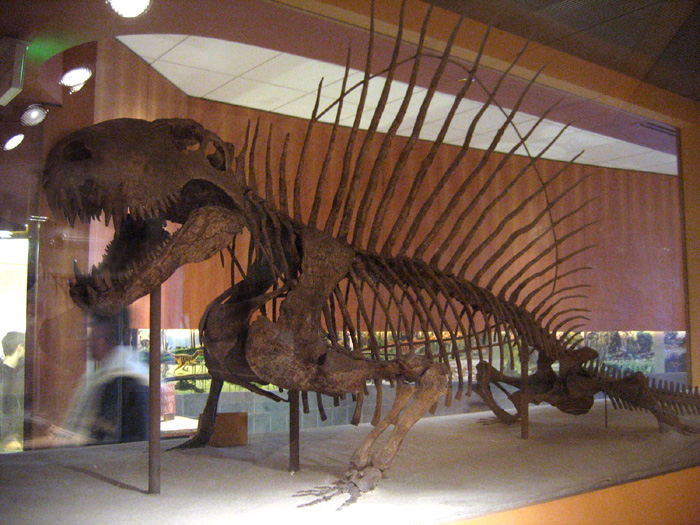
국립 자연사 박물관의 디메트로돈 뼈

디메트로돈은 당시 최고 포식자였다. 최대 5 미터 (16 ft)까지 자랐으며, 디메트로돈은 옆으로 삐져나온 4개의 다리를 이용해 이동했고 긴 꼬리와 큰 돛을 가지고 있었다. 디메트로돈의 보행 방식은 현생 도마뱀과 유사할 것으로 추측된다.

### 돛

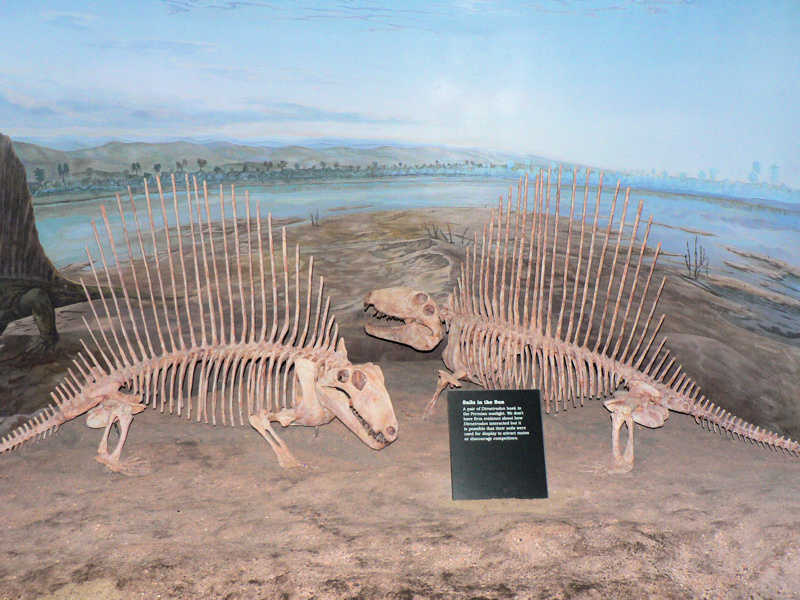
로얄 티렐 박물관에 있는 디메트로돈의 뼈 화석

디메트로돈의 가장 특이한 것 중 하나는 등에 있는 커다란 돛이다(에다포사우루스, 이안타사우루스, 스페나코돈과 같은 다른 반룡들도 이런 돛이 있었다). 혈관이 분포되어있는 돛은 체온을 조절하는 데 사용되었다고 추측된다. 돛의 표면은 몸을 효율적으로 덥히고 식히도록 해 주었을 것으로 추측되며, 이것을 통해 먹이를 사냥할 시간을 더 많이 확보할 수 있었을 것으로 추측된다. 돛은 짝짓기와 위협용으로도 쓰였을 것이라 추정된다. 이 돛은 척추와 신경들로 지지되었고, 하나 하나의 척추골이 트여 있었다. 브램웰과 펠겟은(1973년) 200 kg의 디메트로돈이 26 °C에서 32 °C까지 돛이 없이는 205분, 돛을 이용하면 80분만에 체온조절을 할 수 있다고 계산해 냈다.

## 현생 포유류와의 관계

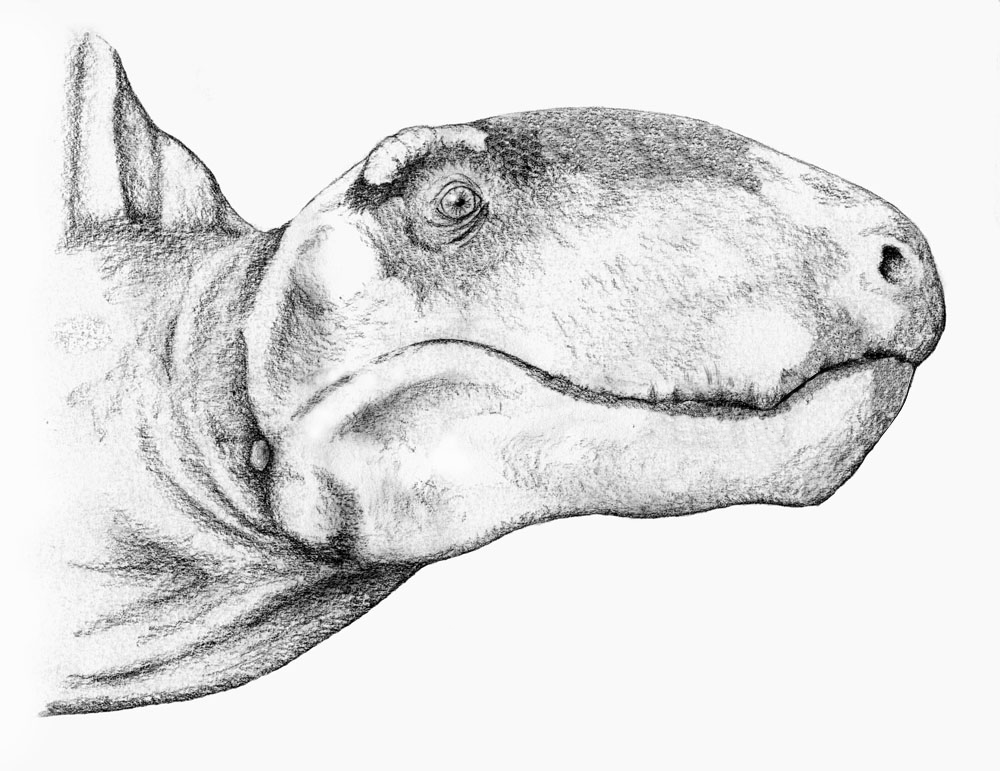
D. limbatus의 머리

디메트로돈은 현생 포유류와 먼 관계가 있다. 단궁류들은 이빨이 변이되어 진화한 첫 네발동물이었다. 일반 파충류들은 힘들게 먹이를 씹어 간단하게 삼켰지만, 디메트로돈과 같은 단궁류들은 섭취를 쉽게 하기 위해 이빨이 먹이를 작은 조각으로 잘라낼 수 있게 진화했다. 궁극적으로 이들은 현생 포유류에게 귀중한 이빨을 전해주었다고 볼 수 있다.

## 대중문화

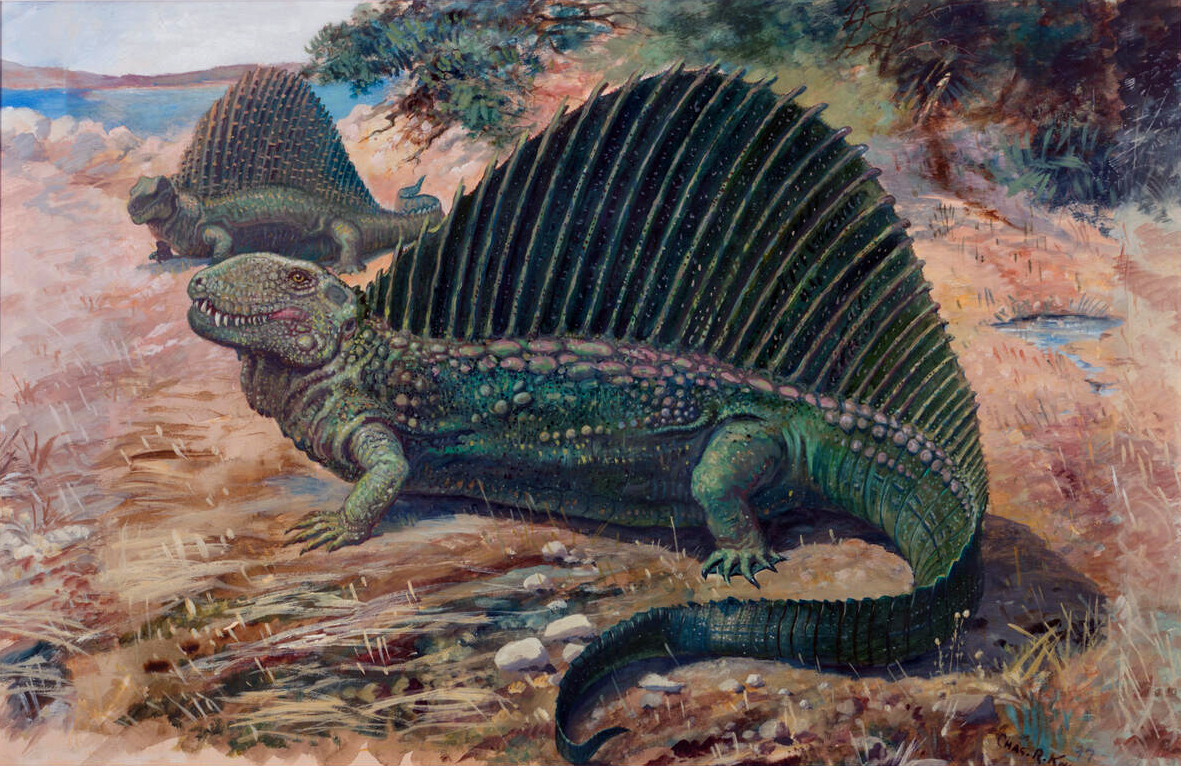
찰스 로버트 나이트의 그림.

많은 대중문화에서 디메트로돈이 공룡과 동시대에 살았다고 잘못 말했다.
에다포사우루스와 디메트로돈의 화석 들이 1907년에 뉴욕의 미국 자연사 박물관에서 전시되어 척추동물 고생물학 큐레이터 헨리 페어필드 오스본에 의해 소개되고 과학 삽화가 찰스 로버트 나이트에 의해 《Scientific American》의 한 쪽에 그려지게 되었다(1907년 5월).
텔레비전 다큐멘터리 《Walking With Monsters》(국내방영명 《공룡의 이전의 생명체》)에서 새끼 디메트로돈이 돛이 달린 채로 혼자서 부화하는 장면이 보였다. 사실 디메트로돈의 알은 아직 발견된 바가 없고, 알 속에 들어가기에는 너무 단단한 돛도 부화하기 이전에는 없었을 것이다. 새끼들은 부화 후 난폭한 어미들을 피하여 나무로 도망가는데, 이것은 현대의 코모도왕도마뱀에 기초하여 재연한 것이다. 또한 디메트로돈이 현대의 크로커다일과 같은 모양으로 알을 품었는데, 이에 대한 증거나 발견도 아직 없다.
디메트로돈은 디즈니의 《판타지아》의 《봄의 제전》부분의 수많은 원시 동물들 중 하나로 등장하는데, 여기서의 디메트로돈은 중간 포식자로, 노토사우루스에게는 이기지만 티라노사우루스는 당해내지 못한다.

## 같이 보기
- 에다포사우루스 - 디메트로돈과 흡사하게 생긴 초식성 반룡
- 햅토두스 -원시적인 스페나코돈
- 포유류의 진화
- 이첩기